# Zaman
O Zaman ("tempo" ou "era" em turco) foi um jornal diário da Turquia, que chegou a ser o diário de maior circulação daquele país. Foi fundado em 1986 e foi o primeiro jornal turco a estar online na Internet (1995). Foi encerrado pelo governo turco em 27 de julho de 2016.
O jornal era conhecido pelas suas ligações ao Movimento Hizmet, de Fethullah Gülen, apesar desta organização não ser dona do Zaman. A sua orientação política era conservadora e, apesar de se declarar apoiante da democracia e do secularismo, era visto como islâmico ou islamista moderado por alguns setores. Inicialmente foi apoiante do Partido da Justiça e Desenvolvimento (AKP), mas tornou-se cada vez mais crítico desse partido e do seu líder Recep Erdoğan, presidente e ex-primeiro-minitro da Turquia, particularmente após o AKP encerrar as investigações sobre um caso de corrupção ocorrido em 2013. A 4 de março de 2016 o governo tomou o controlo do jornal, com a justificação oficial das ligações do jornal ao Movimento Hizmet, que o governo acusa de tentar estabelecer um estado paralelo na Turquia. A 27 de julho de 2016, doze dias depois da tentativa de golpe militar, o jornal foi extinto.

## Edições
O Zaman estava sediado em Istambul, mas tem edições especiais em 11 países que não a Turquia e chegou a ser distribuído em mais de 24 países. Alguns dos países onde o Zaman tinha edições regionais eram: Alemanha, Austrália, Azerbaijão, Bulgária, Cazaquistão, Estados Unidos, França, Quirguistão, Macedónia, Roménia e Turquemenistão. Algumas das edições internacionais eram impressas nos alfabetos e línguas nativas dos países onde eram publicadas. O Zaman foi publicado em dez línguas diferentes, como o quirguiz, romeno, búlgaro, azeri, usbeque e turcomeno. Até 16 de janeiro de 2007 teve também uma edição em inglês, que foi nessa data substituída pelo jornal autónomo Today's Zaman.
As principais delegações no estrangeiro do Zaman encontravam-se  em Asgabate, Baku, Bruxelas, Bucareste, Frankfurt, Moscovo, Nova Iorque e Washington, D.C.. Aparentemente, o jornal tinha uma extensa rede de jornalistas estrangeiros, especialmente na Rússia e Ásia Central.

## Posição e prémios
Segundo dados de 2008, a circulação média do Zaman era de 890 000, a mais alta da Turquia. Os números deverão ser mais baixos se se considerarem apenas os exemplares pagos, já que no ano anterior, na sequência de acusações de que o jornal estava a ser distribuído gratuitamente para ganhar quota de mercado, uma companhia auditor independente, a BPA Worldwide verificou o número de exemplares pagos do Zaman e segundo um relatório de março de 2007, ela seria de 609 685 entre segunda-feira e sábado e 678 027 nos domingos. Segundo esses mesmos números, o Zaman era então um dos jornais nacionais europeus com mais assinantes.
O jornal foi premiado em várias ocasiões pelo seu design, nomeadamente pela Society for News Design (SND), sediada nos Estados Unidos.